# Miltonsburg
Miltonsburg és una població dels Estats Units a l'estat d'Ohio. Segons el cens del 2000 tenia 29 habitants.

## Demografia
Segons el cens del 2000, Miltonsburg tenia 29 habitants, 11 habitatges, i 8 famílies. La densitat de població era de 140 habitants per km².
Dels 11 habitatges en un 36,4% hi vivien nens de menys de 18 anys, en un 72,7% hi vivien parelles casades, en un 0% dones solteres, i en un 18,2% no eren unitats familiars. En el 18,2% dels habitatges hi vivien persones soles el 18,2% de les quals corresponia a persones de 65 anys o més que vivien soles. El nombre mitjà de persones vivint en cada habitatge era de 2,64 i el nombre mitjà de persones que vivien en cada família era de 2,89.
Per edats la població es repartia de la següent manera: un 24,1% tenia menys de 18 anys, un 3,4% entre 18 i 24, un 37,9% entre 25 i 44, un 20,7% de 45 a 60 i un 13,8% 65 anys o més.
L'edat mediana era de 37 anys. Per cada 100 dones de 18 o més anys hi havia 100 homes.
La renda mediana per habitatge era de 43.750 $ i la renda mediana per família de 43.750 $. Els homes tenien una renda mediana de 39.583 $ mentre que les dones 0 $. La renda per capita de la població era de 13.605 $. Cap de les famílies estaven per davall del llindar de pobresa.

## Poblacions més properes
El següent diagrama mostra les poblacions més properes.